# Polizeiruf 110: Vom Himmel gefallen
Vom Himmel gefallen ist ein deutscher Kriminalfilm von Helmut Förnbacher aus dem Jahr 2002. Der Fernsehfilm erschien als 243. Folge der Filmreihe Polizeiruf 110 und wurde vom NDR unter der Regie von Dieter Laske produziert. Kriminalhauptkommissar Jens Hinrichs (Uwe Steimle) ermittelt in seinem 19. Fall. Für seinen Kollegen Holm Diekmann (Jürgen Schmidt) ist es der 5. und zugleich letzte regulärer Einsatz in Schwerin.
Um einer Diebesbande auf die Schliche zu kommen, wollen die Kriminalhauptkommissare Hinrichs und Diekmann einen V-Mann einsetzen.

## Handlung
In der Schweriner Firma Krummbiegel wird eines Nachts eingebrochen. Dabei werden der Computer gestohlen und der Wachmann getötet. Da es in letzter Zeit gehäuft ähnliche Einbrüche gab, geht die Polizei von einer organisierten Diebesbande aus. Diekmann will daher einen verdeckten Ermittler einsetzen, was Hinrichs für übertrieben hält. Seiner Meinung nach kann es sich bei dem letzten Einbruch auch sehr wohl um eine Einzeltat gehandelt haben. Diekmann bekommt grünes Licht für einen V-Mann und überredet Lenny Schneider, einen jungen Kleinkriminellen, der gerade aus dem Gefängnis entlassen wurde. So erfährt er, da dieser bei einem Spediteur Spieka angefangen hat, dass dieser offensichtlich mit gestohlenen Waren handelt. Schon in der übernächsten Nacht wäre ein erneuter Einbruch geplant, bei dem Lenny mit dabei sein soll. Dabei geht jedoch einiges schief – einer der Einbrecher wird gefasst und muss ins Krankenhaus gebracht werden. Diekmann und Hinrichs erhoffen sich nun in ihm einen Zeugen, doch Spieka gelingt es, den Mann in der Klinik umzubringen. Damit wird es auch für Lenny gefährlich, und er muss untertauchen.
Hinrichs findet inzwischen eine Spur zu dem Diebesgut des letzten Einbruchs und kann einen weiteren Täter festnehmen, wodurch es gelingt, auch den Kopf der Bande zu ermitteln.

## Hintergrund
Jürgen Schmidt beendet mit seiner fünften Folge aus gesundheitlichen Gründen seine Kommissarslaufbahn im Polizeiruf 110. Er trat erstmals als Robert Dieckmann in Die Macht und ihr Preis neben Uwe Steimle im Polizeiruf als Vertretung für den erkranken Kurt Böwe auf. In Seestück mit Mädchen wurde er Hinrichs offizieller Partner und sein Charakter in Holm Diekmann umbenannt. Nach ihm übernahm Hauptkommissar Tobias Törner, gespielt von Henry Hübchen, die Rolle des Ermittlungspartners neben Hinrichs.

## Kritik
Die Kritiker der Fernsehzeitschrift TV Spielfilm vergaben nur eine mittlere Wertung (Daumen gerade) und meinten: „Konfus und auch sonst keine Leuchte“.